# Myllaena arcana
Myllaena arcana är en skalbaggsart som beskrevs av Thomas Casey 1911. Myllaena arcana ingår i släktet Myllaena och familjen kortvingar. Inga underarter finns listade i Catalogue of Life.